# Mályva (keresztnév)
A Mályva újabb keletű névadás a mályva (Malva) növénynemzeség nevéből, ami latin eredetű.

## Gyakorisága
Az 1990-es években szórványos név, a 2000-es években nem szerepel a 100 leggyakoribb női név között.

## Névnapok
- május 11.[2]
- október 17.[2]